# سیارک ۲۱۵۵۱
سیارک ۲۱۵۵۱ (به انگلیسی: 21551 Geyang، نامگذاری:1998QH45) بیست و یک هزار و پانصد و پنجاه و یکمین سیارک کشف شده‌است که در ۱۷ اوت ۱۹۹۸ کشف شد.
قدر مطلق سیارک برابر ۱۷.۸ است.